# Scenic Drive
Scenic Drive è il primo mixtape del cantante statunitense Khalid, pubblicato il 3 dicembre 2021 dalla RCA Records.

## Antefatti
In un primo momento il progetto avrebbe dovuto essere un EP, tuttavia prima della sua pubblicazione Khalid ha annunciato che il lavoro sarebbe stato qualcosa di "ben più speciale di un EP", lasciando intendere che sarebbe stato pubblicato in un altro formato.

## Tracklist
1. Intro (feat. Alicia Keys) – 1:12
2. Present – 2:36
3. Backseat – 2:54
4. Retrograde (feat. 6lack e Lucky Daye) – 3:40
5. Brand New (feat. Quin) – 2:51
6. All I Feel Is Rain (feat. J.I.D) – 3:24
7. Voicemail (feat. Kiana Ledé) – 4:07
8. Open (feat. Majid Jordan) – 3:47
9. Scenic Drive (feat. Smino e Ari Lennox) – 4:09